# Abdülmelik Fırat
Abdülmelik Fırat (* 1934 in der Provinz Erzurum; † 28. September 2009) war ein kurdischer Politiker aus der Türkei.
Er war ein Enkel von Scheich Said, unter dessen Führung 1925 der Scheich-Said-Aufstand gegen die junge türkische Regierung um Mustafa Kemal Atatürk ausbrach. Sein Vater Scheich Şahabettin war Neffe Scheich Saids und seine Mutter Ayşan Hanım die Tochter Scheich Saids. Nach der Niederschlagung des Aufstandes wurde Abdulmeliks Familie in den Westen der Türkei deportiert. 1929 konnte die Familie mit Aufhebung der Ausnahmezustandes in ihre Heimat zurückkehren, doch war ihr Besitz enteignet. 1935 wurde die Familie wieder deportiert. Mit Einzug des Mehrparteiensystems und der Abänderung des Besiedlungsgesetzes (iskan kanunu) im Jahr 1947 konnte die Familie wieder zurück in ihre Heimat.
1957 wurde er zum Abgeordneten der Demokrat Parti der Provinz Erzurum. Dazu wurde sein Alter um sieben Jahre nach oben geändert, damit er gewählt werden konnte. Während des Militärputsches 1960 war er unter den 500 angeklagten Personen der Yassıada-Prozesse der Jüngste. Gegen ihn wurde die Todesstrafe verhängt, die dann aber in eine Gefängnisstrafe abgeändert wurde. Davon verbrachte er eineinhalb Jahre in einem Gefängnis in Kayseri.
1991 war er Abgeordneter der Partei des Rechten Weges für Erzurum, trat dann aber wegen deren Kurdenpolitik zurück. Er gründete dann später die HAK-PAR („Partei für Recht und Freiheiten“), die sich für eine Autonomie der Kurden in der Türkei einsetzt. Er war jahrelang deren Vorsitzender. Abdulmelik Fırat sprach neben Kurdisch und Türkisch auch Arabisch, Persisch, Englisch und Französisch.
Abdulmelik Fırat starb Ende September 2009 an den Folgen eines Multiplen Myeloms.